# Libnotes watti
Libnotes watti là một loài ruồi trong họ Limoniidae. Chúng phân bố ở miền Australasia.